# Skeviks grotta

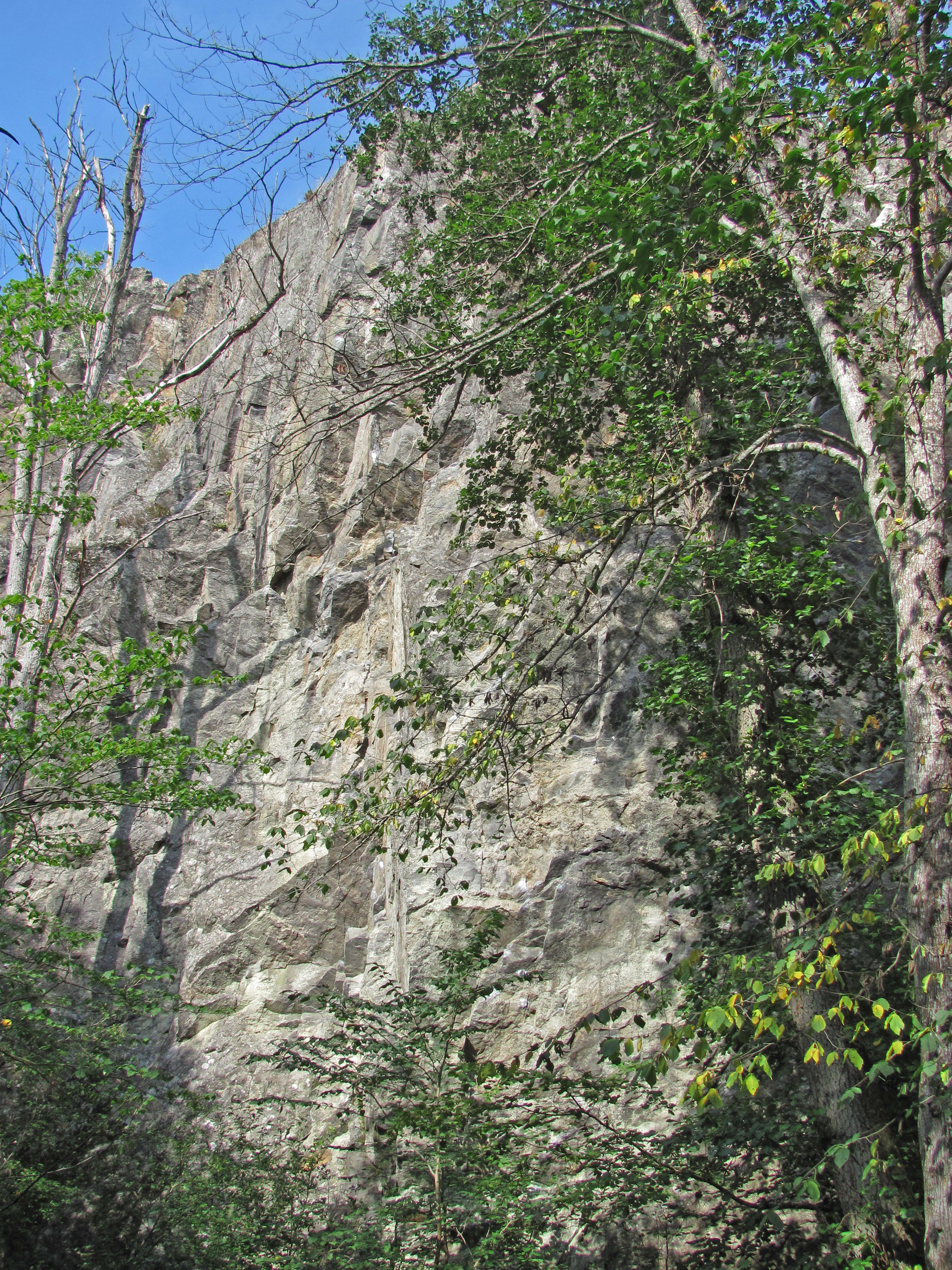
Skeviks grotta - klippväggen i öster.

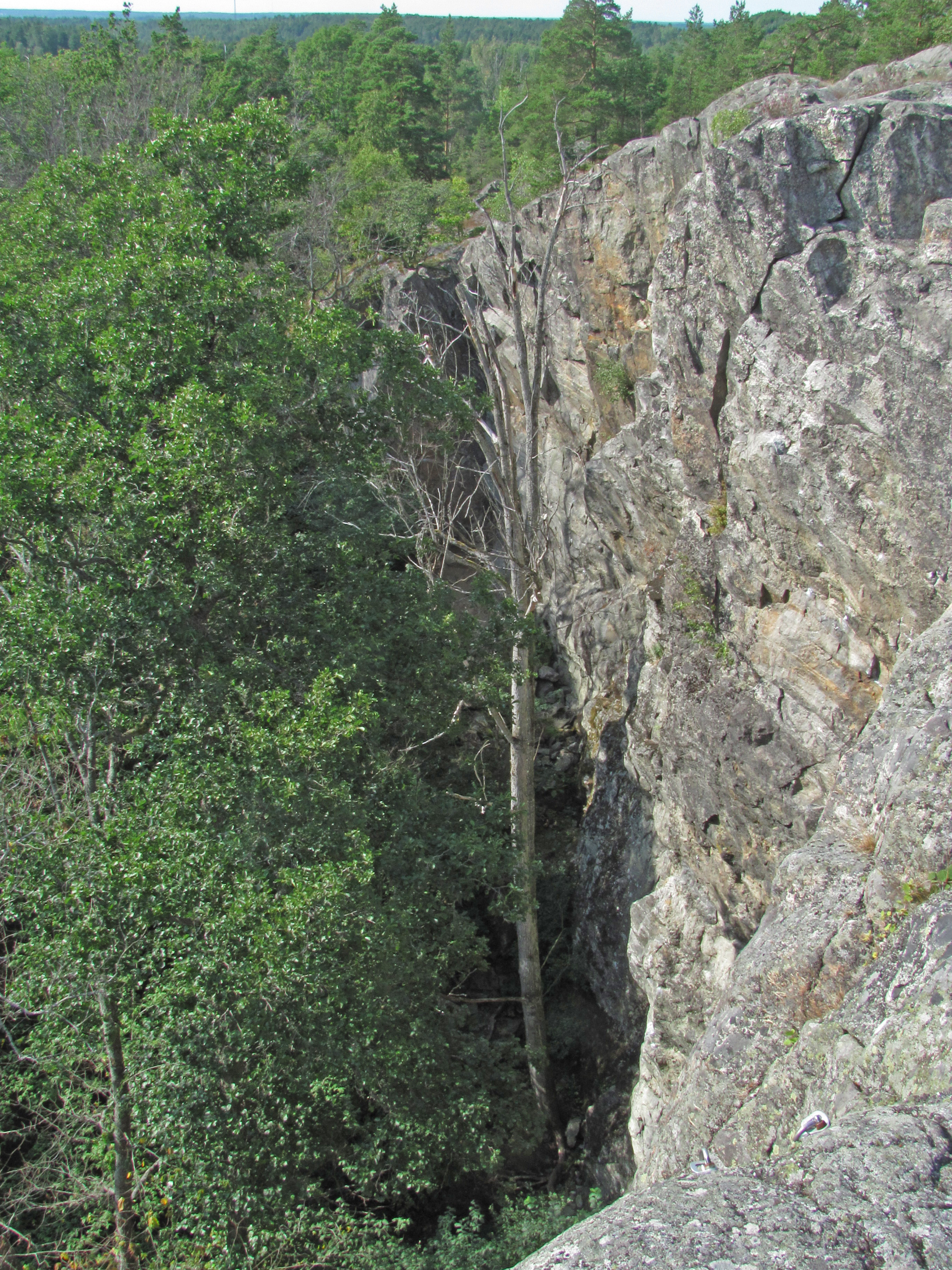
Skeviks grotta sedd från klippkanten.

Skeviks grotta eller Skeviksgrottan är en istidslämning, en förkastningsspricka, på Ormingelandet i Värmdö kommun drygt två km norr om Gustavsbergs porslinsindustri.

## Beskrivning
Området utgörs dels av en vertikal brant av Klosterberget (varifrån man har en milsvid utsikt) och dels av stora stenbumlingar som bildar en grottliknande formation. Inne i grottan växer några almar och alar. Två stigar leder in i utrymmet från var sitt håll. 
I egentlig bemärkelse är formationen ingen grotta, då den inte är sluten. Istället har ett par enorma klippblock slitits loss från urberget av inlandsisen, varvid ett stort utomhusrum bildats mellan dem och en lodrät bergvägg på ca 30 meter, avskilt från omgivningen. Rummets väggar är alltså av sten, medan "taket" består av al- och almkronor omväxlande med en framskymtande himmel.

## Böneplats
Under 1700-talets mitt användes "grottan" som gudstjänstlokal för en religiös sekt, de så kallade Skevikarna. Samfundet bildades av två finska prästsöner, Jakob och Erik Eriksson. De förkastade kyrkans ritualer och blev dömda till landsflykt. I elva år drev de runt i Europa innan de fann en fristad på Skeviks gård. Enligt traditionen förkunnade de sin lära nere i Skeviksgrottan.

## Naturminne
Skeviks grotta har använts som inspelningsplats i filmen "Sjunde inseglet" I slutet av 1960-talet byggdes en liten träläktare som bland annat användes som teaterscen. Läktaren är numera borta. Den lodräta bergväggen används flitigt av bergsklättrare. På de två stora klippblocken växer rikligt av mossor. Sedan 1960 är grottan skyddad som naturminne.